# 紐約-長老會醫院

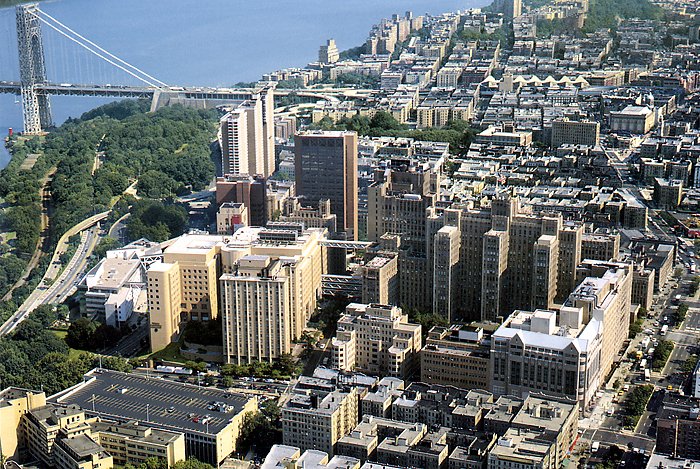
位於華盛頓高地的哥倫比亞大學醫學中心

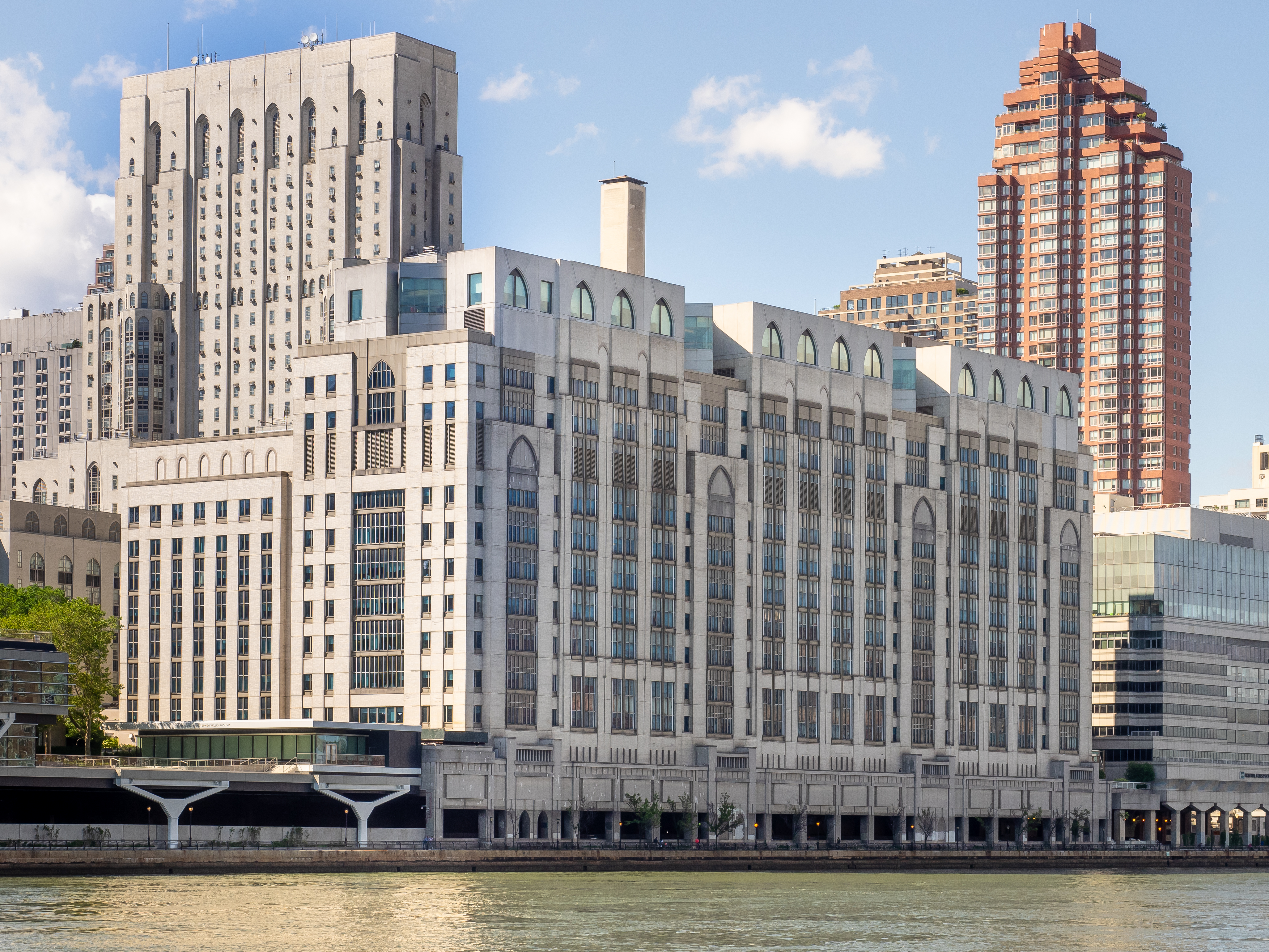
位於上東城的威尔康乃尔医学中心

紐約-長老會醫院（英語：NewYork–Presbyterian Hospital）是美国纽约的一家非营利教学医院，由紐約醫院與長老會醫院於1998年合併成立。隶属于常春藤盟校的哥伦比亚大学医学院和威尔康奈尔医学院，並由兩者共同運營，由位於紐約都會區的多個院區與地區醫院組成，其中以位於曼哈頓的哥倫比亞大學醫學中心（Columbia University Medical Center）和威尔康乃尔医学中心（Weill Cornell Medical Center）兩院區規模最大也最為知名。
2019年它被《美國新聞與世界報道》評為美國第五佳醫院、紐約都會區最佳醫院。它共有2,478個床位，約兩萬名員工，是世界上最大的醫院之一。

## 事件
中國裔醫師迷暈性侵案
2021年轄下的皇后區長老醫院（NewYork-Presbyterian Queens）爆發中國裔腸胃科醫師程志(Zhi Alan Cheng）涉嫌利用醫院級別鎮定劑在醫院與公寓性侵多名女性並將過程拍攝，全案因其女友在2022年時公寓裡發現多部影而報警，全案至今仍在審訊調查中。性侵案發生時曾有病患想醫院舉報，但醫院當下亦無做任何處理，故醫院也被多名受害者提告。

## 外部連接
- New York–Presbyterian Hospital （页面存档备份，存于）

- 纽约长老会医院概况 （页面存档备份，存于）（中文）
- New York-Presbyterian Emergency Medicine （页面存档备份，存于）
- New York-Presbyterian Children's Health
- Medical Center Archives of New York-Presbyterian/Weill Cornell （页面存档备份，存于）